# Слободка (Людиновський район)
Слободка (рос. Слободка) — присілок в Людиновському районі Калузької області Російської Федерації.
Населення становить 46 осіб. Входить до складу муніципального утворення Село Зарєчний.

## Історія
Від 2004 року входить до складу муніципального утворення Село Зарєчний.

## Населення
| 2002 | 2010 |
| ---- | ---- |
| 40   | ↗46  |